# Petkovci
Petkovci är ett samhälle i Bosnien och Hercegovina.   Det ligger i entiteten Republika Srpska, i den östra delen av landet, 90 km nordost om huvudstaden Sarajevo. Petkovci ligger 257 meter över havet och antalet invånare är 2 212.
Terrängen runt Petkovci är huvudsakligen kuperad, men den allra närmaste omgivningen är platt. Terrängen runt Petkovci sluttar österut. Närmaste större samhälle är Kalesija, 16,5 km väster om Petkovci. 
Omgivningarna runt Petkovci är en mosaik av jordbruksmark och naturlig växtlighet. Runt Petkovci är det ganska tätbefolkat, med 86 invånare per kvadratkilometer.